# Strikte Observantie (vrijmetselarij)
Strikte Observantie (Duits: Strikte Observanz) was een invloedrijke maçonnieke stroming in het Heilige Roomse Rijk in de tweede helft van de achttiende eeuw. Ze koppelde de vrijmetselarij aan vermeende erfgenamen van de middeleeuwse Orde van de Tempeliers en introduceerde een hiërarchisch systeem met militaire trekken. De beweging speelde een sleutelrol in de ontwikkeling van de voortgezette werkwijzen en vormde een voedingsbodem voor latere ritussen zoals de Oude en Primitieve Ritus Memphis-Misraïm en de Gerectificeerde Schotse Ritus.

## Ontstaan

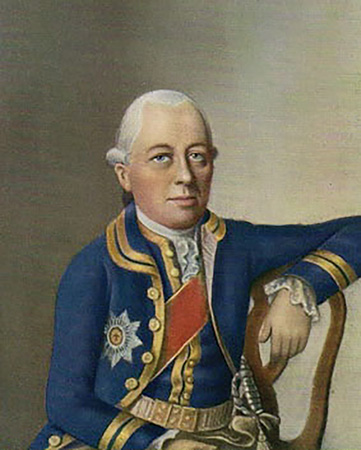
Karl Gotthelf von Hund

De Strikte Observantie ontstond rond 1751 onder leiding van de Saksische edelman Karl Gotthelf von Hund (1722–1776), die beweerde in Parijs ingewijd te zijn door een geheimzinnige "Geheime Overste" (Superieur Inconnu), en daar de opdracht te hebben gekregen om een tempeliersstructuur binnen de vrijmetselarij te herstellen. Volgens Von Hund vormden de vrijmetselaren de geestelijke erfgenamen van de Orde van de Tempeliers, en moest de broederschap heropgebouwd worden op basis van tempelridderlijke principes.

## Organisatie en structuur
De Strikte Observantie was sterk hiërarchisch georganiseerd en gebruikte een militaire terminologie. De loges werden ondergebracht in "provincies", elk onder gezag van een Superieur Inconnu. Het systeem kende zeven graden en vereiste van leden absolute gehoorzaamheid aan het onbekende gezag. Leden moesten edellieden zijn of zich als zodanig laten adopteren, wat leidde tot een elitaire, aristocratische cultuur binnen het systeem.

## Verspreiding
De Strikte Observantie vond weerklank in Duitse vorstendommen, Zwitserland, Denemarken en Zweden, en bereikte via bemiddeling ook Frankrijk en Rusland. Vooral binnen hofloges en in hogere sociale klassen wist het systeem aanhang te verwerven. Het bood een mystiek-historische legitimatie aan de aristocratische elite die zich via de maçonnerie wilde profileren.

## Kritiek en neergang
Vanaf de jaren 1770 nam de kritiek toe, vooral vanwege het uitblijven van bewijs voor de vermeende tempeliersafkomst. Tijdens de Conventie van Wilhelmsbad (1782) kwam het tot een breuk: een meerderheid van de vertegenwoordigde loges verwierp de tempelierslegende en aanvaardde hervormingen die leidden tot de Gerectificeerde Schotse Ritus. Daarmee viel het systeem van de Strikte Observantie grotendeels uiteen, al bleven sommige elementen in aangepaste vorm voortbestaan.

## Invloed
De Strikte Observantie had een blijvende invloed op de ontwikkeling van de hogere graden binnen de vrijmetselarij. Ze introduceerde het idee van geheime superieuren, symbolische erflijnen en een sterk hiërarchisch systeem. Latere esoterische ritussen zoals de Ritus van Memphis-Misraïm of bepaalde rozekruiserssystemen ontleenden elementen aan de structuur en mythologie van de Strikte Observantie.